# Thâm cung nội chiến
Thâm Cung Nội Chiến, tên gốc là Kim Chi Dục Nghiệt (tiếng Trung: 金枝慾孽, tiếng Anh: War and Beauty) là một bộ phim truyền hình khởi chiếu lần đầu trên TVB Jade từ 23 tháng 8 đến 2 tháng 10 năm 2004, bao gồm 30 tập phim. Đây là bộ phim duy nhất từ trước đến giờ của TVB có tới bốn nữ diễn viên từng dành giải Nữ diễn viên chính xuất sắc nhất của TVB Anniversary Awards là Lê Tư, Đặng Tụy Văn, Trương Khả Di, Xa Thi Mạn. Ngoài ra phim còn có sự tham gia của hai nam diễn viên chính Lâm Bảo Di và Trần Hào và cả hai đều đã từng dành giải Nam diễn viên chính xuất sắc nhất. Đây là bộ phim đầu tiên trên thế giới về cung đấu thời phong kiến Trung Quốc và là một tượng đài của dòng phim này.

## Ý nghĩa của tên phim
Về mặt ngữ âm, ít nhất là trong tiếng Quan thoại, tên của phim được phát âm gần giống với thành ngữ Trung Quốc「金枝玉葉」 ("Kim Chi Ngọc Diệp", nghĩa đen dịch là "Cành vàng lá ngọc"). Đây là một thành ngữ Trung Hoa cổ điển được sử dụng để mô tả phụ nữ quý tộc nhưng chưa lập gia đình trong xã hội phong kiến Trung Quốc. Thành ngữ cũng được sử dụng để mô tả một phụ nữ từ một nền tảng đặc quyền hoặc quý tộc.
Tên của phim là sự chơi chữ với hai chữ đầu giữ nguyên còn hai chữ cuối được thay thế bằng hai từ khác nhằm mô tả chủ đề chính của toàn bộ loạt phim. Từ「玉」("ngọc") và「葉」("diệp") được thay thế bằng từ tương đương「欲」("dục": dục vọng/tham vọng) và「孽」 ("nghiệt": nghiệp chướng/tà ác). Như vậy, tên phim tự động mô tả toàn bộ cốt truyện, mà nôm na là "phụ nữ có nguồn gốc danh giá với ham muốn, tham vọng quyền lực và sự độc ác".

## Nội dung

### Bối cảnh
Bộ phim lấy bối cảnh ở Tử Cấm Thành, vào thời nhà Thanh ở Trung Quốc trong những năm trị vì sau này của hoàng đế Gia Khánh. Phim tập trung vào cuộc tranh giành quyền lực giữa các phi tần bằng cách giành lấy sự ân sủng của Hoàng đế và loại bỏ đối thủ, với sự tha hóa, âm mưu và lừa dối là những vũ khí chính được sử dụng. Những người phụ nữ này sẵn sàng thao túng, phản bội và thậm chí tiêu diệt bất cứ ai để có được những gì họ muốn.
Trong suốt phần sau của bộ phim, hậu quả của sự tha hóa này ngày càng trở nên rõ ràng hơn. Các nhân vật chính bắt đầu đánh mất tất cả mọi thứ họ quan tâm, trong khi kết luận rằng họ chỉ nên tự trách mình. Trong khi đó, sự tha hóa cũng bắt đầu ảnh hưởng đến thế giới bên ngoài: toàn bộ chế độ trở nên bất ổn.
Mặc dù vậy, chẳng có gì có thể ngăn cản những người phụ nữ đầy mưu mô này. Ngược lại, ngay cả khi quân nổi dậy tiến đánh vào Tử Cấm Thành, suy nghĩ đầu tiên của họ là tình hình này là một cơ hội tốt cho mục đích của họ. Cuối cùng, chỉ có sự tha hóa là kẻ chiến thắng, còn những người có liên quan đều chết hoặc buộc phải rời khỏi Tử Cấm Thành mãi mãi.

### Tóm tắt sơ lược
Nội dung bộ phim diễn ra trong khoảng thời gian một năm, từ một ngày cuối xuân khi Nhĩ Thuần và Ngọc Dinh nhập cung trong đợt tuyển tú nữ, tới một ngày đầu xuân năm sau khi Thiên Lý Giáo đánh vào Tử Cấm Thành. Tuy nhiên, sự kiện trong phim là kết quả của nhiều diễn biến ở những năm trước đó.
Vào năm Càn Long băng hà, Hoàng Quý Phi của Gia Khánh - sau này là Hoàng Hậu (Trần Tú Châu) - vì ghen ghét mà giết hại Yến Quý Nhân rồi vứt xác xuống giếng. Thị nữ của Yến Quý Nhân là Nguyệt Nga trốn thoát khỏi cung nhưng lại bị bán vào lầu xanh làm kỹ nữ. Cũng trong năm này, Gia Khánh xử tử Hòa Thân và tay chân. Vụ án này thường xuyên được lật lại và thêm nhiều bộ hạ cũ của Hòa Thân bị xử tội, điều này khiến cho Từ Vạn Điền, một thái giám làm việc ở phòng thuốc trong cung, vô cùng lo sợ. Ông mua Nguyệt Nga ở lầu xanh về làm vợ, rồi giao cho bà đào tạo những bé gái ngoại hình xinh đẹp, tư chất thông minh mà ông mua hoặc nhặt được, với hi vọng sau khi cho chúng nhập cung, một trong số đó có thể trở thành phi tần đắc sủng của Gia Khánh và giúp đỡ ông nếu tội trạng bị truy cứu. Vào một năm dịch bệnh tràn lan, hai chị em Phúc Nhã (Lương Tranh) và Nhĩ Thuần (Xa Thi Mạn) bị mất cha mẹ. Hai người bỏ quê cùng ra đi rồi bị lạc nhau. Cả hai sau đó được Từ Vạn Điền mang về đào tạo nhưng ông lại không cho họ biết về số phận của người kia.
Ba năm trước, Như Phi - một phi tần hiền lành của Gia Khánh - có thai. Lo sợ địa vị của mình bị đe doạ, Hoàng hậu ra lệnh cho quan thái y Tôn Thanh Hoa đầu độc chết đứa con trong bụng của Như Phi. Trong đêm vì phụng mệnh Hoàng Hậu, Tôn Thanh Hoa không thể về nhà gặp vợ lần cuối, khiến vợ ông chết không nhắm mắt. Chuyện này làm nảy sinh hiềm khích không thể xóa bỏ giữa ông với con trai Tôn Bạch Dương. Vì đứa con bị chết oan, Như Phi căm thù Hoàng Hậu, từ đó trở nên đáng sợ để tự vệ và trả thù. Cũng trong năm này, Phúc Nhã nhập cung và nhanh chóng trở thành Phúc Quý Nhân. Khi đang đắc sủng, cô đột nhiên lâm bệnh nặng và phải dời về điện Hiệt Phương hẻo lánh để dưỡng bệnh. Từ đó, cô bị thất sủng và bị tất cả mọi người trong cung coi thường, ngoại trừ quan thái y Tôn Bạch Dương vẫn tận tình chăm sóc.
Bộ phim bắt đầu khi Nhĩ Thuần và Ngọc Doanh (Lê Tư) cùng đoàn tú nữ trên đường tiến cung. Sau khi Thiên Lý Giáo hạ độc chết quan Tham Lĩnh, các tú nữ sợ hãi bỏ trốn rồi gặp được Khổng Võ (Trần Hào) và Trần Sảng (Vi Gia Hùng) đang lên kinh thành để tiến cống xoài thơm. Khổng Võ đồng ý giúp đỡ đưa các tú nữ đi theo với hi vọng dựa vào quyền thế của họ và gia đình để thăng quan tiến chức. Không may, người chú của Ngọc Doanh ở kinh thành đột ngột qua đời khiến mục đích này của anh không thực hiện được. Không nản chí, anh quyết tâm ở lại kinh thành rồi sử dụng tài năng, lòng dũng cảm và cả các âm mưu, thủ đoạn để thăng tiến.
Sau khi nhập cung, Nhĩ Thuần gặp lại hai chị em kết nghĩa thân thiết Nguyên Kỳ và Thục Ninh, vốn cũng là hai con nuôi khác của Từ Vạn Điền. Lúc này, Hoàng Hậu đang bị thất sủng và Hậu Cung do Như Phi - người lại tiếp tục mang thai, quản lý. Không phi tần nào dám đối đầu với cô để tránh chuốc lấy kết cục bi thảm như Trần Phi - người bị cô ban lụa trắng xử tử. Các tú nữ sau khi nhập cung được sắp xếp ở cung cũ của Trần Phi do An Xuyến - một cung nữ giàu kinh nghiệm, thông minh và chăm chỉ - làm chưởng quản.
Vì tranh sủng, ba chị em Nhĩ Thuần, Nguyên Kỳ, Thục Ninh trở mặt và hãm hại lẫn nhau. Tới khi các tú nữ được nhận sắc phong thì Nguyên Kỳ đã chết trên đường đi đày, Thục Ninh bị đầu độc tới phát điên, chỉ còn lại Nhĩ Thuần cùng với Ngọc Doanh được lập làm Đáp Ứng. Cuộc tranh đấu ở hậu cung trở nên ác liệt khi mỗi người đều không từ thủ đoạn để đạt được mục đích của mình: Như Phi quyết ép An Xuyến khai ra kẻ đã hãm hại Nguyên Kỳ và Thục Ninh để trừ hậu họa, ngược lại Hoàng Hậu vì cố gắng xóa dấu vết của việc giết Yến Quý Nhân năm xưa lại phải bảo vệ An Xuyến. Trong khi đó, Ngọc Doanh tìm mọi cách lấy lòng Như Phi để được nâng đỡ mà không đề phòng Nhĩ Thuần, người đang mưu tính cùng Từ Vạn Điều hãm hại cô. Sau khi Nhĩ Thuần lợi dụng Tôn Bạch Dương giăng bẫy Ngọc Doanh để khiến Như Phi nghĩ rằng Ngọc Doanh là người hãm hại Nguyên Kỳ và Thục Ninh, Ngọc Doanh bị giam vào lãnh cung. Tiếp đó, Nhĩ Thuần cùng Hoàng Hậu tung tin đồn Như Phi tư thông với đạo sĩ, rồi giết cung nữ Bảo Thiền để đổ cho Như Phi tội diệt khẩu, khiến cô bị thất sủng. Nhĩ Thuần sau khi loại bỏ được các đối thủ thì càng đắc sủng hơn và được sắc phong làm Thuần Quý Nhân.
Lo sợ việc Nhĩ Thuần một mình đắc sủng không có đối thủ sẽ ảnh hưởng đến địa vị của mình, Hoàng Hậu cho giết hại bà nội và cũng là người thân duy nhất của An Xuyến để cô không còn muốn xuất cung sau khi đủ tuổi mà thay vào đó ở lại trong cung giúp Ngọc Doanh đối phó với Nhĩ Thuần. Với sự giúp đỡ của An Xuyến, Ngọc Doanh lấy lòng được Hoàng Hậu và Hoàng Đế để thoát khỏi lãnh cung, rồi được sắc phong thành Hoa Quý Nhân, đối đầu trực tiếp với Nhĩ Thuần. Sau khi phát hiện ra việc Hoàng Hậu giết bà nội mình, An Xuyến quyết tâm trả thù Hoàng Hậu. Với lời khuyên của Như Phi, cô lợi dụng Ngọc Doanh để tiếp cận Hoàng Đế, rồi nhanh chóng đắc sủng trở thành An Quý Nhân. Việc này khiến Ngọc Doanh cho rằng mình bị lợi dụng và phản bội, vì vậy cô quyết tiêu diệt An Xuyến.
Trong cuộc đấu tay ba khốc liệt của Thuần Quý Nhân, Hoa Quý Nhân và An Quý Nhân, nhiều người vô tội như Tôn Bạch Dương, Khổng Võ, Phúc Nhã bị cuốn theo, trở thành công cụ của họ và thậm chí phải chịu tội thay cho họ. Khi ba vị Quý Nhân đạt được những thứ phù phiếm họ tranh giành nhưng lại mất đi những thứ thực sự đáng quý của cuộc sống, họ nhận ra sức mạnh và giá trị của tình người, tình yêu. Điều này khiến họ chán ghét việc tranh đấu và thậm chí dám hi sinh chính bản thân mình để bảo vệ người mình yêu thương. Tuy nhiên, không ai có thể quay đầu vì họ đã dấn vào quá sâu. Cuộc tranh đấu ở Hậu Cung lên đỉnh điểm khi An Xuyến đang đắc sủng thì cả Nhĩ Thuần và Ngọc Doanh đều có thai, còn Như Phi giành lại được ân sủng của Hoàng Đế khi Gia Khánh nghĩ rằng ông nợ của cô một mạng sau khi con gái cô qua đời.

### Kết thúc của nhân vật chính
Nhiều diễn biến đã xảy ra ở cuối bộ phim. Sự suy đồi của chính trị nhà Thanh trở nên trầm trọng đã thúc ép người dân của đất nước tổ chức một cuộc nổi dậy vũ trang. Cuộc nổi dậy được dẫn đầu bởi Trần Sảng, anh em kết nghĩa của Khổng Võ, người muốn trả thù vì đã phải chịu đựng nhiều bất công trong thời gian trong cung, đặc biệt là việc người anh yêu là cung nữ Bảo Thiền đã bị chết oan trong cuộc tranh đấu của các phi tần. Cuộc nổi dậy này tạo ra một cơ hội hiếm có, đặc biệt là cho Hoàng hậu, người có ý định tiêu diệt các phi tần có thể đe dọa địa vị của bà và đổ tội cho quân nổi dậy.
Tôn Bạch Dương cố gắng sử dụng tình hình để trốn thoát với Ngọc Doanh và Nhĩ Thuần. Tuy nhiên, Ngọc Doanh không muốn đi với họ, và Tôn Bạch Dương bắt Khổng Võ hứa rằng anh sẽ đưa Nhĩ Thuần ra khỏi Tử Cấm thành. Sau đó, Tôn Bạch Dương đến nơi ở của Ngọc Doanh để thuyết phục cô. Tuy nhiên, Hoàng hậu đã biết về mối quan hệ của họ, và trong khi hai người đang nói chuyện, lính gác của Hoàng hậu khóa chặt cửa ra vào và cửa sổ rồi phóng hỏa, khiến cả hai bị thiêu chết. Tôn Thanh Hoa biết được cái chết của con trai mình khi một con quạ mang miếng ngọc bích của anh thả ngay trước mặt ông khi ông đang chờ đợi con mình trên đồng vắng.
An Xuyến, sau khi thất bại trong kế hoạch trả thù Hoàng Hậu liền lên kế hoạch rời khỏi hoàng cung với Khổng Võ và Nhĩ Thuần, người mất hết ý chí sống trong cung điện sau khi cha nuôi của cô, Từ Vạn Điền, qua đời. Đồng thời, Như Phi cũng được cả ba mời rời khỏi cung cùng bọn họ, nhưng cô từ chối do sợ sẽ không thể làm quen với cuộc sống dân thường. Sống sót sau cuộc tấn công của một số lính gác ăn mặc như quân nổi dậy và nhận ra Tôn Bạch Dương và Ngọc Doanh đã chết cùng nhau, cô trực tiếp đối đầu với Hoàng hậu ngay tại cung của Hoàng Hậu và khẳng định vị thế của mình.
Tất cả vẫn chưa kết thúc với những người đã rời khỏi. Trong khi cả ba rời khỏi cung điện, An Xuyến bị trúng một mũi tên lạc rồi sau đó chết trên vai Khổng Võ khi ba người đang chạy trốn trên một chiếc xe ngựa. Cuối cùng, chỉ có Khổng Võ và Nhĩ Thuần thành công trong việc rời khỏi hoàng cung và theo kết thúc mở của bộ phim, họ bắt đầu một cuộc sống mới tự do.

## Phân vai

### Nhân vật chính
| Diễn viên     | Nhân vật lịch sử                      | Tên trong phim                                       | Cư ngụ                                                                                     | Mô tả |
| Đặng Tụy Văn  | Cung Thuận Hoàng quý phi (恭顺皇贵妃) | Nữu Hỗ Lộc Như Nguyệt (鈕祜祿•如玥)                  | Vĩnh Thọ cung (永壽宮)                                                                     | Phong hiệu trong phim: Như phi (如妃) Phi tần đắc sủng, quyền lực nhất hậu cung. Đầu phim xử tử Trần phi khiến ai cũng nghĩ cô ngang tàng bá đạo. Trong lúc mang thai, được Tôn Bạch Dương chẩn đoán thai yếu, Như Nguyệt đành thúc sinh để con bình an chào đời. Vì sinh con gái nên Gia Khánh sủng hạnh phi tần khác. Biết ông cả thèm chóng chán, cô tìm cách nâng đỡ tú nữ để củng cố địa vị. Ban đầu chọn Nguyên Kỳ, đến khi Nguyên Kỳ phạm tội lưu đày thì quay sang Ngọc Doanh - tú nữ đẹp nhất cung. Sau hiểu lầm Ngọc Doanh hại Nguyên Kỳ và Thục Ninh nên trọng dụng Nhĩ Thuần - vốn đang được Gia Khánh để ý. Nhĩ Thuần liên thủ với Hoàng hậu, tung tin đồn cô tư thông đạo sĩ. Hoàng hậu cho người báo tin Tiểu Công chúa hay khóc, cô muốn lấy lòng Gia Khánh, vào Tiết Vạn Thọ đã thêm rượu vào sữa, bón cho con ngủ yên, bị Ngọc Doanh lật tẩy nên thất sủng và mất quyền nuôi con. Nhiều lần thăm con nhưng Hoàng hậu ngăn trở. Đến đây, cô hé lộ bản chất hiền lành, từng bị hại hư thai nên buộc tỏ ra khắc nghiệt để tự vệ. Tiểu Công chúa qua đời, cô bồng con đến gặp Gia Khánh, khiến ông cảm thấy tội lỗi. Từ đó cô phục sủng, lấy lại phong thái ngày xưa. Ban đầu một lòng với Gia Khánh. Từ khi thất sủng và xa con, Khổng Võ luôn an ủi khiến cô phải lòng lúc nào không biết. |
| Lê Tư         | Hoa phi (华妃)                        | Hầu Giai Ngọc Doanh (侯佳•玉瑩)                      | Chung Túy cung (钟粹宫) Diên Hi cung (延禧宫) Thừa Càn cung (承乾宫)                       | Phong hiệu trong phim: Hoa Quý nhân (華貴人) Từng thân thiết với Nhĩ Thuần, sau là đối thủ đáng gờm. Mẹ là vợ lẽ thứ 4, không được lòng cha và các thê thiếp, nên mẫu tử cô bị đối xử tệ bạc. Cô tranh sủng để đem vinh quang về cho mẹ. Ban đầu giả khờ để mọi người xem thường, cũng như lấy lòng tin của Như phi. Sau bị Nhĩ Thuần dàn cảnh khiến Như phi hiểu lầm cô giá họa cho Nguyên Kỳ. Vì có bệnh trong người, cô bị Như phi giam vào lãnh cung, sống tuyệt vọng một thời gian. Nhờ An Xuyến, cô thuận lợi lấy lòng Đế-Hậu, rời khỏi lãnh cung, từ đó đắc sủng. Trong số tú nữ, cô có dung mạo xinh đẹp nên được Gia Khánh sủng ái nhất, ban cho y phục thái giám. Vui vẻ một thời gian, cô bị An Xuyến phản bội bằng cách trộm y phục để tiếp cận Gia Khánh và thị tẩm. Tình bạn tưởng như rất bền của 2 người dần rạn nứt. Nhĩ Thuần phục sủng vì mang thai, Ngọc Doanh dụ dỗ Tôn Bạch Dương, "mượn chủng" để tranh sủng. Việc này bị cung nữ bên cạnh bẩm báo Hoàng hậu, đến tai Gia Khánh. Trong lúc bạo dân nổi dậy, Nhĩ Thuần xuống nước khuyên cô rời cung, nhưng vì sĩ diện gia tộc nên cô quyết ở lại. Tôn Bạch Dương bất chấp nguy hiểm ở bên cô, cả 2 bị Hoàng hậu sai người thiêu chết trong cung. Lợi dụng đàn ông để có được thứ mình muốn. Giây phút cuối đời được cảm hóa bởi Tôn Bạch Dương. |
| Trương Khả Di | An tần (安嫔 佳氏)                    | Tô Hoàn Ni Qua Nhĩ Giai An Xuyến (蘇完尼瓜爾佳•安茜) | Chung Túy cung (钟粹宫) Tân Giả khố (四執庫) Thừa Càn cung (承乾宫) Dực Khôn cung (翊坤宫) | Phong hiệu trong phim: An Quý nhân (安貴人) Chưởng quản cung nữ, rất hiểu quy tắc trong cung. Ban đầu hết lòng giúp đỡ Nhĩ Thuần, Ngọc Doanh và các cung nhân để họ tránh được tai họa. Tâm nguyện duy nhất của cô là xuất cung về bên bà nội, kết cục bà nội chết thảm vì Hoàng hậu muốn cô ở lại cung tranh sủng. Như phi khuyên cô trở thành người trong lòng Hoàng thượng, khiến Hoàng hậu sống không bằng chết như những năm mình đắc sủng. Cô đành phản bội Ngọc Doanh, tiếp cận Gia Khánh, trở thành tân sủng. Tuy nhiên, cô quyết không mang thai vì không muốn dùng cốt nhục để đấu đá. Liên thủ với Tiểu Lộc Tử hạ độc trong sáp chải tóc của Hoàng hậu. Hoàng hậu phát hiện, ban rượu độc cho Tiểu Lộc Tử. Chứng kiến ca ca tốt chết oan, An Xuyến càng ghê sợ Tử Cấm Thành. Nhân lúc bạo dân đột nhập, cô cùng Khổng Võ và Nhĩ Thuần trốn khỏi cung, song bị trúng tên, mất máu và qua đời. Trước khi chết, cô nhờ Nhĩ Thuần giấu Khổng Võ đến khi lên thuyền, để anh không quay về trả thù Hoàng hậu, làm lỡ cuộc tẩu thoát. Yêu Khổng Võ từ khi còn là cung nữ. |
| Xa Thi Mạn    | Thuần tần (淳嬪)                      | Đồng Giai Nhĩ Thuần (董佳•爾淳)                      | Chung Túy cung (钟粹宫) Dưỡng Tâm điện (养心殿) Thừa Càn cung (承乾宫)                     | Phong hiệu trong phim: Thuần Quý nhân (淳貴人) Dưỡng nữ của Từ Vạn Điền, em gái Phúc Nhã (thất lạc từ bé, lớn lên không nhận ra nhau). Người Hán nhưng giả hộ tịch người Mãn để nhập cung. Từ bé được dạy tranh sủng, trở thành vây cánh cho dưỡng phụ - kẻ vốn lo sợ vì liên quan vụ án Hoà Thân. Tâm địa thâm sâu, mưu kế khó lường nhưng sống tình cảm, hiếu thuận với Từ Vạn Điền và luôn trăn trở tìm chị gái. Nhập cung cùng tỷ muội tốt là Nguyên Kỳ và Thục Ninh (để che giấu thân phận, họ phải lén lút gặp nhau). Cô kết giao cùng Ngọc Doanh để triệt hạ đối thủ, vì Ngọc Doanh xinh đẹp, có tiềm năng nhất trong các tú nữ. Nhĩ Thuần, Nguyên Kỳ và Thục Ninh luân phiên tráo thuốc của Ngọc Doanh, khiến cô bệnh triền miên, không thể diện thánh. Thục Ninh dàn cảnh để Nguyên Kỳ bị bắt, Nguyên Kỳ bị lưu đày rồi nhiễm bệnh chết. Nhĩ Thuần quyết hạ bệ Thục Ninh để báo thù. Thục Ninh bị loại, cô bắt đầu tính kế với Ngọc Doanh, hại Ngọc Doanh bị giam lãnh cung. Cô lợi dụng Như phi để được tiến cử thị tẩm. Trong số tú nữ, cô được sắc phong và mang thai sớm nhất. Hại Như Phi thất sủng, tưởng mọi chuyện êm xuôi thì bị Ngọc Doanh và An Xuyến tranh sủng. Phát hiện mình bị Hoàng hậu lợi dụng tranh đấu với phi tần, cộng thêm Từ Vạn Điền và Phúc Nhã lần lượt qua đời, cô cùng An Xuyến và Khổng Võ rời khỏi Tử Cấm Thành trong lúc bạo dân tấn công để bắt đầu cuộc sống mới. Từng xem thường Tôn Bạch Dương, sau được anh quan tâm bảo vệ nên phải lòng, dù biết mình phải chuyên tâm với Hoàng thượng, cũng như trong lòng anh chỉ có Ngọc Doanh. |
| Ư Dương       | Gia Khánh đế (嘉慶帝)                 | Ái Tân Giác La Vĩnh Diễm (愛新覺羅•顒琰)             | Dưỡng Tâm điện (养心殿)                                                                    | Niên hiệu: Gia Khánh đế (嘉慶帝) Hoàng đế thứ 7 của nhà Thanh. Dưới thời Gia Khánh, Trung Quốc khá hỗn đoạn vì nạn tham ô, thuốc phiện, cộng thêm bạo loạn xã hội bởi Bạch Liên giáo và Thiên Lý giáo, dù đã xử tử Hòa Thân, ông vẫn luôn đau đầu chuyện quốc sự. Ông đóng một vai trò nhỏ nhưng quan trọng vì trong cả bộ phim, hậu cung phi tần đều hướng đến sự sủng ái của ông. Phong lưu đa tình nhưng rất tình nghĩa với nữ nhân mình sủng ái. |
| Trần Tú Châu  | Hiếu Hòa Duệ Hoàng hậu (孝和睿皇后)   | Nữu Hỗ Lộc Ỷ Tuyết (鈕祜祿•绮雪)                     | Trữ Tú cung (儲秀宮)                                                                       | Phong hiệu trong phim: Hoàng hậu (皇后) Hoàng hậu thứ hai của Gia Khánh, luôn bị lép vế bởi Như phi - người được giao "phò trợ" quản lý hậu cung. Ngoài mặt bao dung nhân từ, chiếu cố phi tần và cung nữ, bên trong mưu toan độc kế, hãm hại phi tần và long tự. Cái thai đầu tiên của Như phi từng bị bà hại sẩy. Sau liên thủ với Nhĩ Thuần và Ngọc Doanh để vu cáo Như phi, khiến cô bị thất sủng, mẫu tử phân ly. Cũng chính bà ám sát bà nội An Xuyến để cô không muốn xuất cung, ở lại Tử Cấm Thành đấu đá. Tập cuối, bà tố cáo việc làm sai trái của phi tần, không ngờ bị Gia Khánh trách phạt. Đến đây, bà hé lộ những gì mình làm xuất phát từ tình yêu sâu đậm, thấy ghen khi phu quân sủng ái người khác. |
| Lương Tranh   | Nhân vật hư cấu                       | Nạp Lan Phúc Nhã (納蘭•福雅)                         | Hiệt Phương điện (擷芳殿)                                                                  | Phong hiệu trong phim: Phúc Quý nhân (福貴人) Dưỡng nữ của Từ Vạn Điền, chị gái Nhĩ Thuần, được nhận nuôi và cho tiến cung trước Nhĩ Thuần nhiều năm. Từng được sủng ái, song bệnh tật triền miên nên thất sủng. Từ Vạn Điền không còn quan tâm cô mà tập trung bồi dưỡng những cô gái trẻ khác. Tuy vậy cô tỏ ra hiếu kính, thường xuyên thêu giày, nhờ Tôn Bạch Dương đưa giúp. Đầu phim, cô bị cung nữ xem thường, thiếu chu đáo. Nhờ Nhĩ Thuần bênh vực, cô có cuộc sống ổn hơn, cả 2 trở thành tỷ muội tốt. Đến khi biết Nhĩ Thuần là em ruột, cô chọn giấu đi sự thật vì biết mình không còn sống lâu, không muốn Nhĩ Thuần vì cô mà đau khổ. Về sau, cô uống độc dược tự tử để nhân dịp tang lễ, Nhĩ Thuần có thể trốn trong kim quan, thoát khỏi Tử Cấm Thành. Trong lúc hấp hối, cô khuyên em mình rời cung để tìm "người chị thất lạc", khiến Nhĩ Thuần có động lực nghe theo. Cái chết của cô làm cho Gia Khánh vô cùng áy náy. Trước khi chết, cô thổ lộ với Tôn Bạch Dương rằng lâu nay vẫn luôn uống độc dược để mắc bệnh, được anh chăm sóc. Số giày mà cô thêu cũng là cho Tôn Bạch Dương, vì biết anh sẽ không đưa cho Từ Vạn Điền. |

### Các nhân vật khác
| Diễn viên      | Tên trong phim                           | Mô tả |
| Lâm Bảo Di     | Tôn Bạch Dương (孫白颺)                  | Yêu Ngọc Doanh. Một quan ngự y phục vụ cho Hoàng Đế và Hậu Cung. Ông có quan hệ tình cảm với Ngọc Doanh, người mang trong bụng đứa con của ông và giả mạo là con của Hoàng đế.                        |
| Trần Hồng Liệt | Tôn Thanh Hoa (孫清華)                   | Cha của Tôn Bạch Dương. Ông và con trai có một mối quan hệ rất xấu, và ông thường không bằng lòng của các hành động của con mình trong hoàng cung.                                                    |
| Trần Hào       | Khổng Võ (孔武)                          | Yêu An Xuyến. Một ngự tiền thị vệ đạt được sự ân sủng của Hoàng đế sau khi cứu sống ông. Chịu trách nhiệm bảo vệ sự an toàn của Nhĩ Thuần và Ngọc Doanh trên đường tiến cung.                         |
| Vi Gia Hùng    | Trần Sảng (陳爽)                         | Anh em kết nghĩa của Khổng Võ. Anh bị đuổi khỏi cung điện sau khi bị bắt gặp ăn cắp và do đó tham gia vào lực lượng nổi dậy Thiên Lý Giáo.                                                            |
| Lư Hải Bằng    | Từ Vạn Điền (徐萬田)                     | Ông là người âm mưu đào tạo Nhĩ Thuần, Phúc Nhã và vài cô gái khác trở thành những phụ nữ xinh đẹp và thủ đoạn rồi gửi họ vào cung để giành được sự ân sủng của Hoàng đế nhằm cứu mạng sống của mình. |
| Trần Tễ Bình   | Bảo Thuyền (寶嬋)                        | Cung nữ của Như phi. |
| La Vịnh Nhàn   | Trần phi (陳妃)                          | Phi tần của Gia Khánh. Đầu phim bị Như phi xử tử. |
| Dương Trác Na  | Tây Lâm Giác La Tang Nhu (西林覺羅•桑柔) | Phi tần của Gia Khánh. Thân phận Đáp ứng. |
| Ngao Gia Niên  | Uông Phúc Thọ (汪福壽)                   | Thái giám. Điển hình cho thân phận nô tài phải "gió chiều nào che chiều đó" ở Hậu Cung. |

## Nổi tiếng và phê bình
Đối với các nhân viên văn phòng của Hồng Kông, sự thù địch và thay đổi liên minh của những phi tần, với các vấn đề lớn hơn được hy sinh cho lợi ích cá nhân là một phép ẩn dụ cho chính trị văn phòng quen thuộc với nhiều người. Đây là một trong các bộ phim có rating cao nhất của TVB, chỉ sau Thất vọng.
Mặt khác, bộ phim nói lên cuộc sống bất công và bi thảm cho người phụ nữ ở chế độ phong kiến. Nhân vật Ngọc Doanh nói trong phim rằng "đã sinh ra là người phụ nữ, cuộc sống và thành công chỉ là lấy chồng và đấu thắng các bà vợ khác của chồng, vậy tại sao không vào hẳn trong cung mà đấu?". Nhân vật Như Phi đầu phim được thể hiện là một người phụ nữ độc ác, đáng sợ, đam mê quyền lực, nhưng theo mạch bộ phim người xem dần thông cảm sâu sắc cho cô sau khi nhận ra ở cô các bản chất tốt đẹp cũng như một quá khứ trong sáng, ngây thơ, với tất cả những mưu mô và sự đồi bại đều học được từ cung cấm và cô phải sử dụng chúng để tự vệ.
Nhiều nhà xã hội học, tâm lý học và các học giả đã chỉ trích loạt phim là đã đề cập tới sự hận thù và đâm sau lưng là một vấn đề "tự nhiên" trong xã hội, và lo ngại rằng loạt phim sẽ thay đổi nhận thức của thanh thiếu niên về các mối quan hệ xã hội nói chung. Tuy nhiên, nhiều người dân bình thường chỉ đơn giản tin rằng loạt phim là một sự phản ánh của thế giới thực.
Khi một nhà tâm lý học như vậy được hỏi về quan điểm của mình liên quan đến bộ phim, ông nói: "I think we must remind ourselves that even if the intentions of this [War and Beauty] are represented as merely fictitious harm, we should still focus on this harm nonetheless, especially when its in respect to our youth".

## Giải thưởng
Nữ diễn viên được yêu thích nhất trong vai diễn chính thuộc về Lê Tư cho vai diễn Ngọc Doanh
Nam diễn viên được yêu thích nhất trong vai diễn chính thuộc về Lâm Bảo Di cho vai diễn Tôn Bạch Dương
My Favorite Powerhouse Actor thuộc về Trần Hồng Liệt cho vai diễn Tôn Thanh Hoa.
My Favorite Powerhouse Actress thuộc về Đặng Tụy Văn cho vai diễn Như Phi.
Nhân vật truyền hình được yêu thích nhất thuộc về Trần Hào, Đặng Tụy Văn, Lâm Bảo Di, Xà Thi Mạn, Lê Tư cho vai diễn của họ.
Bộ phim này được coi là bộ phim truyền hình hay nhất được sản xuất bởi TVB trong năm 2004.
Bộ phim này cũng giành được giải Phim truyền hình được yêu thích nhất tại Astro Wah Lai Toi Drama Awards 2005.
Diễn xuất của Xà Thi Mạn trong bộ phim giành được giải Nữ diễn viên được yêu thích nhất tại Astro Wah Lai Toi Drama Awards 2005.
Sau khi Đặng Tụy Văn thắng giải Nữ diễn viên TVB hay nhất vào năm 2009 và 2010, Thâm Cung Nội Chiến trở thành bộ phim truyền hình TVB giành được nhiều giải Nữ diễn viên được yêu thích nhất. Những người thắng giải Nữ diễn viên TVB hay nhất trong bộ phim là Trương Khả Di, Lê Tư và Xà Thi Mạn đều thắng giải này lần lượt trong năm 2003, 2004 và 2006.

## Home video
Thâm Cung Nội Chiến được phát hành trên DVD và VCD một vài tháng sau tập cuối của nó, và rất bán chạy. Nó cũng trở thành bộ phim truyền hình TVB đầu tiên được phát hành đĩa DVD, mặc dù một hạn một. Hộp DVD được làm bằng vải vàng sáng bóng, với tiêu đề của bộ phim dệt trên nó bằng chỉ vàng.